# Cicurina coahuila
Cicurina coahuila är en spindelart som beskrevs av Willis J. Gertsch 1971. Cicurina coahuila ingår i släktet Cicurina och familjen kardarspindlar. Inga underarter finns listade i Catalogue of Life.